# Yucca faxoniana
Yucca faxoniana, nazywana palmą ixtle, p. istle, p. barretą – gatunek roślin należących do rodziny szparagowatych (podrodzina agawowych). Pochodzi z północnego Meksyku i Teksasu. 
Najbardziej mrozoodporna jukka wytwarzająca tak duży pień. Wytrzymuje długie spadki temperatury do -18°C, a krótkotrwałe nawet do -23°C.

## Morfologia
Drzewiasty gatunek jukki osiągający wysokość do 4,5 m. Kora pnia ma kolor bladoszary z czerwonobrązowymi wybarwieniami. Liście twarde, o długości do 1 m, szerokości do 8 cm i gładkich brzegach. Kwiaty białe z białymi podsadkami, zebrane w olbrzymie kwiatostany o wysokości do 2 m. Owoce mięsiste.

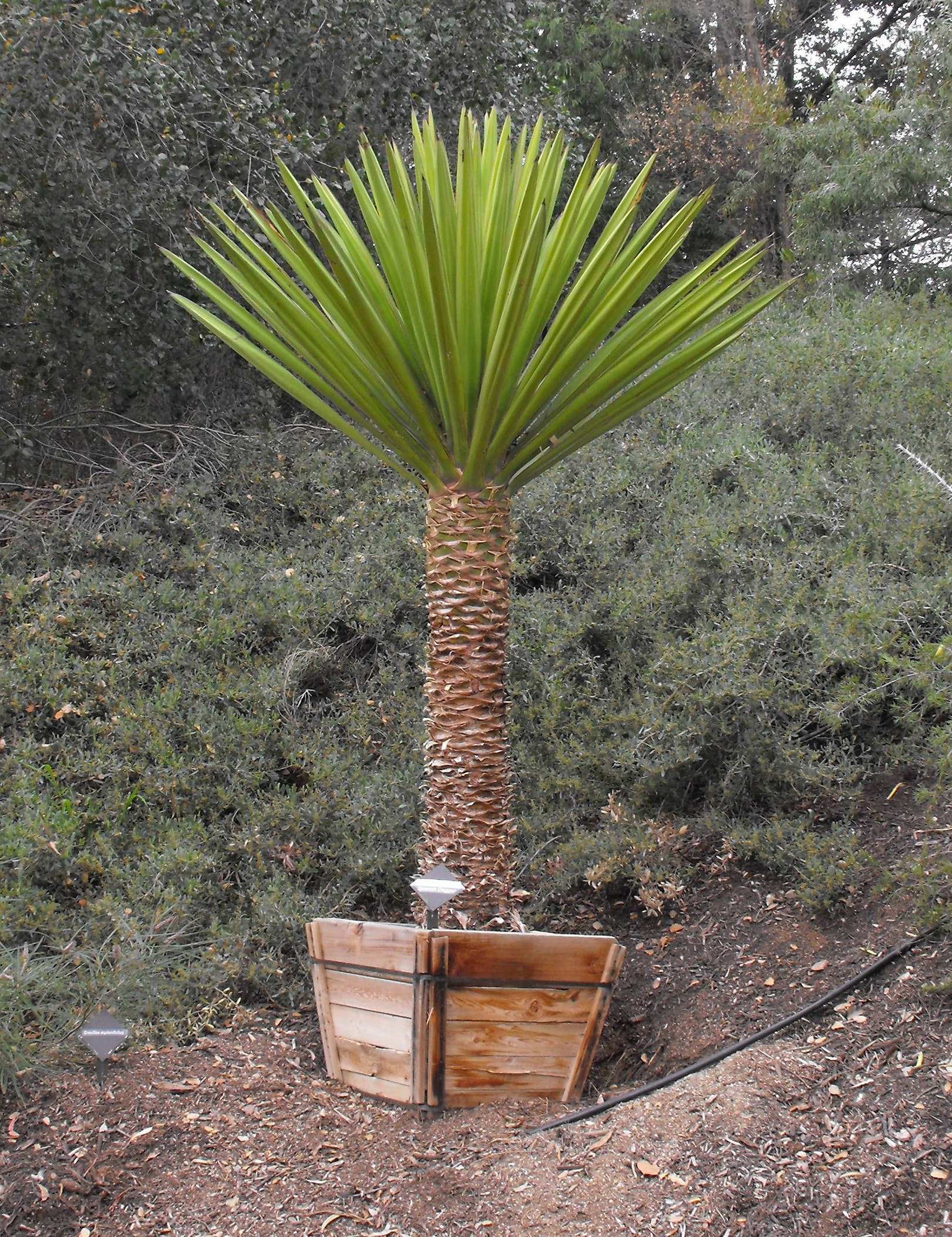
Yucca faxoniana w uprawie doniczkowej

## Zastosowanie
- Roślina włóknodajna uprawiana w Meksyku.
- Czasami uprawiana jako roślina pokojowa